# Likkepot

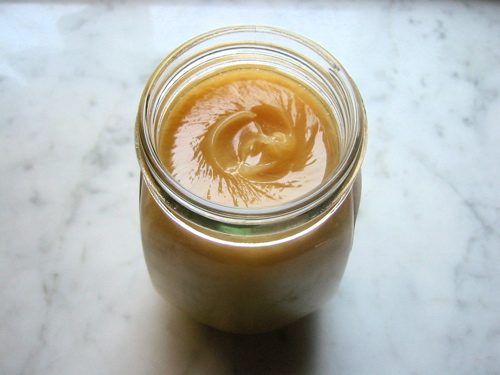
Likkepot met honing

Een likkepot of slikartsenij is een toedieningsvorm van een poedervormig geneesmiddel, met behulp van suiker, honing of stroop, waardoor een weke massa ontstaat. Met deze bereidingswijze werden specifieke plantenstoffen aan de plant onttrokken en werd tegelijkertijd de onaangename smaak verdoezeld.
Likkepot werd later de naam voor het geneesmiddel zelf en betekent tegenwoordig iemand die snoept, maar er wordt ook schertsend de wijsvinger mee bedoeld, waarmee wordt gelikt, zoals in het vingersprookje.
Likkepot kan uit bijvoorbeeld wilde cichorei een worden gemaakt. Hiervoor moet één deel verse bloemen worden kleingesneden en in een vijzel worden fijngestampt. Daarna dienen drie delen suiker te worden toegevoegd totdat er een mengsel ontstaat. Dit moet in een goed afgesloten pot enige tijd in de zon worden gezet en daarna koel en donker worden bewaard.
Likkepot is overigens ook een soort broodbeleg, op basis van leverworst, paprika en room.